# 7815 Dolon
A 7815 Dolon (ideiglenes jelöléssel 1987 QN) egy kisbolygó a Naprendszerben. Eric Walter Elst fedezte fel 1987. augusztus 21-én.